# Dusona aemula
Dusona aemula là một loài tò vò trong họ Ichneumonidae.